# Диего Пероти
Диего Пероти (на испански: Diego Perotti) е аржентински футболист от италиански произход, полузащитник, който играе за Фенербахче.

## Кариера

### Севиля
Пероти преминава в Севиля през лятото на 2007 г. от Депортиво Морон. Първоначално той играе за дублиращия отбор, който току-що е спечелил промоция в Сегунда дивисион.
Пероти също започва с резервите през сезон 2008/09, правейки дебют за първия отбор на 15 февруари 2009 г., като резерва за последните 15 минути при победата с 2:0 срещу Еспаньол. Първият му гол за клуба е срещу Депортиво Ла Коруня на 23 май, като вкарва в 90-а минута на мача, за да гарантира завършване на трето място в Ла лига, с последващо завръщане в Шампионската лига на УЕФА.
През 2009/10 Пероти печели битката с Диего Капел за титуляр и става първи избор на Севиля в своята позиция, като започва кампанията силно. На 16 март 2010 г. той отбелязва срещу ЦСКА Москва в елиминациите на Шампионската лига, но руският отбор печели в общия резултат.
Пероти играе само в 58 мача за Севиля във всички турнири от 2011 до 2014 г., главно поради контузии.

### Дженоа
На 2 юли 2014 г. Пероти подписва с италианския Дженоа за 4 години. Той прави своя дебют на 31 август, играейки 69 минути при домакинската загуба с 1:2 от Наполи.

### Рома
На 1 февруари 2016 г. Пероти преминава в Рома под наем за 1 милион евро, с възможност за закупуване срещу още 9 милиона евро. Той вкарва първия си гол шест дни по-късно, победният в домакинската победа с 2:1 над Сампдория, а в края на месеца подписва за постоянно до 30 юни 2019 г.

## Национален отбор
На 9 ноември 2009 г. Пероти получава първата си повиквателна за националния отбор на Аржентина. Той дебютира пет дни по-късно, играейки последните 10 минути от загубата с 1:2 срещу Испания в Мадрид, след като влиза на мястото на Лионел Меси.
Пероти е част в предварителния списък с 35 души за Световното първенство по футбол 2018 в Русия, но впоследствие отпада от крайния състав.